# Cmentarz ewangelicki w Koniakowie
Cmentarz ewangelicki w Koniakowie – cmentarz luterański w Czeskim Cieszynie, w dzielnicy Koniaków, w kraju morawsko-śląskim w Czechach.

## Historia
Ewangeliccy wierni z Koniakowa chowani byli na cmentarzu w Cierlicku-Kościelcu. W 1849 powstała Ewangelicka Gmina Cmentarna w Mistrzowicach, gdzie założono cmentarz. Odbywały się tam odtąd pochówki mieszkańców Mistrzowic, Koniakowa i Stanisłowic.
W późniejszym okresie Koniaków usamodzielnił się. Poświęcenie cmentarza położonego we wsi miało miejsce 27 lipca 1890. Wybudowana na nim została również drewniana dzwonnica. Murowana kaplica powstała w 1889.
17 maja 1906 podczas pogrzebu na cmentarzu w zgromadzonych wiernych uderzył piorun, zabijając 13 osób.
Nekropolia liczy 1158 m² powierzchni i 100 miejsc grzebalnych. Jego właścicielem pozostaje Zbór Śląskiego Kościoła Ewangelickiego Augsburskiego Wyznania w Czeskim Cieszynie.